# Tekken 2: Kazuya's Revenge
Tekken 2: Kazuya's Revenge é um filme de artes marciais estadunidense de 2014 dirigido por Wych Kaos. Trata-se de prequel do filme Tekken de 2009, baseado na série de jogos de luta de mesmo nome. O filme é estrelado por Kane Kosugi, Rade Šerbedžija e Kelly Wenham. Cary-Hiroyuki Tagawa e Gary Daniels reprisam seus papéis como Heihachi Mishima e Bryan Fury, respectivamente.

## Elenco
- Kane Kosugi como Kazuya Mishima (comumente referido como "K")
- Cary-Hiroyuki Tagawa como Heihachi Mishima
- Gary Daniels como Bryan Fury
- Rade Šerbedžija como o ministro
- Kelly Wenham como Rhona Anders
- Paige Lindquist como Laura
- Charlotte Kirk como Chloe
- Biljana Misic como Natashia
- Sahajak Boonthanakit
- Ron Smoorenburg como Thorn
- Russell Geoffrey Banks como Jimmy
- Eoin O'Brien como Ezra
- Brahim Achabbakhe como Rip
- Abishek J. Bajaj